# 제2차 이탈리아-에티오피아 전쟁
제2차 이탈리아-에티오피아 전쟁, 또는 제2차 이탈리아-아바시니아 전쟁은 1935년 10월부터 1937년 2월까지 이탈리아와 에티오피아 간의 침략 전쟁이다. 에티오피아에서는 간단히 이탈리아의 침략(암하라어: ጣልያን ወረራ), 이탈리아에서는 에티오피아 전쟁(이탈리아어: Guerra d'Etiopia)이라고도 불린다. 이 전쟁은 제2차 세계 대전 발발 전의 추축국의 군사적 행동으로, 국제연맹의 용인으로 인해 벌어졌으며 이들의 무능함을 증명하는 한 예시이다.

## 배경
당시 에티오피아는 라이베리아와 함께 1884년 유럽 열강들의 베를린 회담에서 살아남은 아프리카의 몇 안되는 독립 국가들 중 하나였다. 1895년 이탈리아가 에티오피아를 정복하기 위해 제1차 이탈리아-에티오피아 전쟁을 일으켰으나 1896년 아두와 전투에서 참패로 끝났다.
이탈리아 총리 베니토 무솔리니는 국가주의 확장 정책을 펼치기 위한 구실을 찾던 중 1934년 12월 에티오피아와 이탈리아령 소말릴란드의 접경지대에서 충돌이 일어나자 이를 빌미로 삼아 에티오피아를 침공하기 시작한다.

## 전쟁 과정

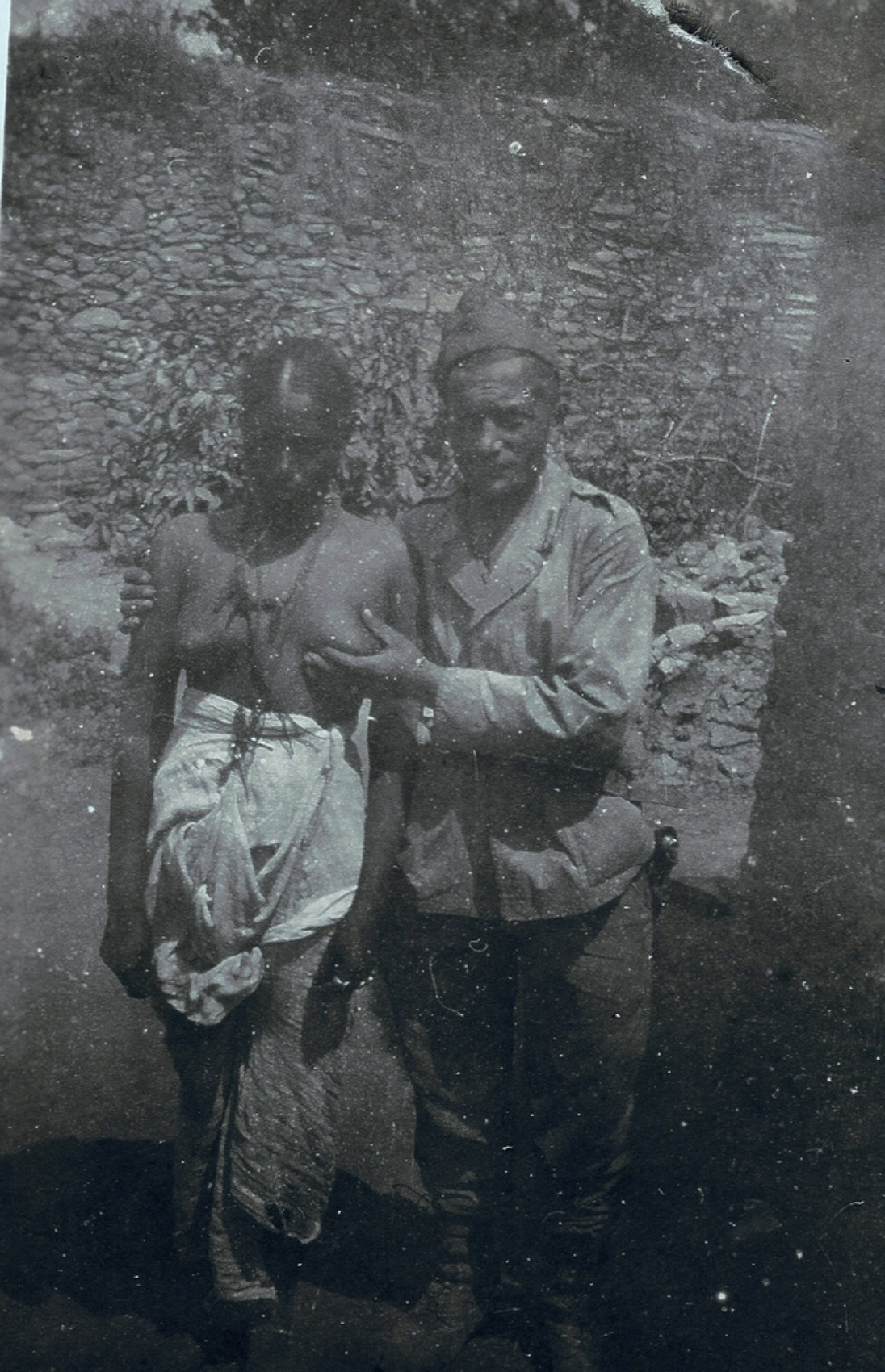
에티오피아 여성을 희롱하고 있는 이탈리아 군인

모든 중재 제의를 거부하고 피에트로 바돌리오와 로돌포 그라치아니가 이끄는 이탈리아군은 1935년 10월 3일 에티오피아를 침공해 빈약한 장비와 제대로된 훈련도 받지 못한 에티오피아군을 밀어붙여 1936년 4월 9일 아샹기 호수 근처에서 벌어진 전투에서 대승을 거두었다.
1936년 5월 5일 이탈리아군이 수도 아디스아바바까지 점령하자 황제 하일레 셀라시에 1세는 국외로 망명하고 이탈리아는 국왕 비토리오 에마누엘레 3세를 에티오피아 황제로 선언하고 바돌리오를 총독으로 하는 괴뢰 정부인 이탈리아령 동아프리카 제국을 수립했다.

## 결과 및 영향
에티오피아의 호소로 국제연맹은 1935년의 이탈리아의 침략을 비난하고 이탈리아에 경제제재를 가하기로 결의했다. 그러나 전체적으로 지지가 부족해 제재조치는 효과를 거두지 못했다. 더욱이, 국제 연맹의 상임이사국이었던 이탈리아는 이 기회를 이용해서 국제 연맹에 탈퇴해버렸다. 동아프리카에 이해관계를 가진 영국은 무솔리니의 행동을 탐탁지 않게 생각했으나 다른 주요강대국들은 무솔리니를 응징하는 데 실제적 관심이 없었다. 이 전쟁은 이탈리아 국가주의자들의 세력진출 발판을 마련해줌으로써 국제적 긴장을 증대시켰고 곧 제2차 세계 대전으로 이어졌다.

## 같이 보기
- 제1차 이탈리아-에티오피아 전쟁
- 파리 조약 (1947년)